# Ćwilinek
Ćwilinek – potok, lewy dopływ potoku Łostówka (Łostóweczka).
Ćwilinek wypływa w lesie, na wysokości około 727 m na południowych stokach Ćwilina w Beskidzie Wyspowym i spływa jego stokami w kierunku południowo-zachodnim. Po opuszczeniu porośniętych lasem stoków zmienia kierunek na południowy i płynie przez pokryty polami i zabudowaniami teren wsi Wilczyce. Przepływa pod główną drogą biegnąca przez tę wieś i 120 m po jej południowo-zachodniej stronie na wysokości 589 m uchodzi do Łostówki.
Potok ma długość około 1,5 km i nie ma żadnych dopływów. Jego zlewnia znajduje się w dorzeczu Raby, w całości w obrębie wsi Wilczyce w województwie małopolskim, w powiecie limanowskim, w gminie Dobra.